# Fillocrono
Il fillocrono, talvolta chiamato anche fillocrone, è l'intervallo che intercorre tra l'emissione delle foglie presenti su due fitomeri, ossia su due moduli ripetitivi, ognuno dei quali costituito da una o più foglie attaccate al fusto in corrispondenza di un nodo o un internodo, che nel complesso costituiscono il fusto di una pianta, successivi. Tale intervallo, chiamato per la prima volta con il nome di "fillocrono" in una pubblicazione del 1965, viene utilizzato da botanici e agronomi per descrivere la crescita e lo sviluppo delle piante, in particolare dei cereali, e può essere registrato sia con misurazioni del tempo standard, sia con misurazioni dei gradi-giorno.
Il fillocrono non deve essere confuso con il plastocrono, poiché mentre il primo è, come detto, l'intervallo che intercorre tra l'emissione delle foglie presenti su un fitomero e quella delle foglie sul fitomero successivo, il secondo è l'intervallo che intercorre tra la comparsa di due diversi abbozzi fogliari, detti anche primordi fogliari, a fianco del meristema apicale.

## Variazione
Studi effettuati su decine di cultivar di cereali hanno mostrato che il fattore avente maggior impatto sul valore del fillocrono è certamente la temperatura - in particolare, è stato osservato come la diminuzione di tale valore sia correlata con l'aumento della temperatura con un andamento leggermente curvilineo - tuttavia, è risultata evidente l'influenza di altri fattori, comunemente detti "secondari", tra cui si possono annoverare il genotipo della pianta, la variazione della quantità di luce che le giunge, il livello di CO2 dell'ambiente ad essa circostante, le modalità con cui viene irrigata nonché la salinità dell'acqua utilizzata, le proprietà fisiche e chimiche del suolo in cui è messa a dimora, qual è, ad esempio, la disponibilità di azoto, e il periodo di piantumazione nonché la profondità a cui essa è avvenuta. Va inoltre considerato il fatto che in molte piante, tra cui i cereali oggetto dei sopraccitati studi, la durata del fillocrono sul fusto principale di una pianta è diversa da quella del fillocrono sui fusti secondari che si sviluppano nella fase dell'accestimento.